# Антонова, Мария Николаевна
Мари́я Никола́евна Анто́нова (24 августа 1926 — 1 марта 2020) — певица; Народная артистка РСФСР (4.1.1980). По национальности мокша.

## Биография
Родилась 24 августа 1926 года в селе Левжа (ныне Рузаевского района Мордовии).
В 1945 году окончила Мордовскую студию при Саратовской консерватории.
После окончания учебного заведения стала артисткой хора музыкального театра Мордовии, а с 1948 года — солисткой ансамбля песни и танца «Умарина».
C 1955 по 1993 год была солисткой Мордовской государственной филармонии.
В репертуаре певицы мордовские и русские народные песни, произведения советских композиторов. Считается одной из лучших российских исполнительниц лирических песен.
Визитной карточкой певицы, а затем и всей республики Мордовия стала песня «Умарина» (▶ Архивная копия от 10 ноября 2019 на Wayback Machine), что в переводе означает «яблонька». В Мордовии «умариной» так же называют обязательный свадебный атрибут — украшенные цветами ветки дерева. Её несёт хозяйка свадьбы, олицетворяющая хранительницу очага — Кудаву, в праздничном национальном наряде. Поэтому «умарина» это ещё и олицетворение молодости, преемственности поколений. Впервые песня была исполнена молодой Марией в 1957 году на Всемирном фестивале молодёжи и студентов в Москве. Песня очень быстро стала одной из самых популярных народных песен в Мордовии.
М. Н. Антонова занесена в Книгу трудовой доблести и героизма Мордовской АССР.
О Марии Николаевне созданы два музыкальных фильма.
Скончалась М.Н. Антонова 29 февраля 2020 года, похоронена в г. Саранске на городском кладбище №2.

## Награды и премии
- народная артистка РСФСР (04.01.1980)
- заслуженная артистка РСФСР (08.03.1960)
- народная артистка Мордовской АССР (1969)
- заслуженная артистка Мордовской АССР (1957)
- Государственная премия Мордовской АССР (1971)
- Государственная премия Республики Мордовия (2002)
- орден «Знак Почёта»
- орден Дружбы народов[2]
- Почётный гражданин Республики Мордовия (2000)